# Lịch sử New Zealand
Lịch sử New Zealand truy nguyên từ ít nhất 700 năm trước khi người Polynesia khám phá và định cư tại đây, họ phát triển một văn hóa Maori đặc trưng. Nhà thám hiểm người châu Âu đầu tiên trông thấy New Zealand là Abel Tasman, vào ngày 13 tháng 12 năm 1642. Thuyền trưởng James Cook tiếp cận New Zealand vào tháng 10 năm 1769 trong hành trình đầu tiên của ông, và là nhà thám hiểm người châu Âu đầu tiên đi vòng quanh và lập bản đồ New Zealand. Năm 1840, Hiệp định Waitangi được ký kết giữa Quân chủ Anh và các tù trưởng người Maori khác nhau, đưa New Zealand vào trong Đế quốc Anh. Người Anh tiến hành định cư trên quy mô rộng trong suốt thời gian còn lại của thế kỷ 19. Chiến tranh và việc áp dụng một hệ thống kinh tế và pháp luật kiểu Âu khiến quyền sở hữu hầu hết đất tại New Zealand chuyển từ người Maori sang người châu Âu.
Từ thập niên 1890, Nghị viện New Zealand ban hành một số sáng kiến tiến bộ, bao gồm quyền tuyển cử cho phụ nữ và lương hưu. New Zeland duy trì là một thành viên nhiệt tình trong Đế quốc Anh, và 111.000 binh sĩ chiến đấu trong Chiến tranh thế giới thứ nhất. Sau đó, New Zeland ký kết Hòa ước Versailles, gia nhập Hội Quốc Liên, và theo đuỏi một chính sách đối ngoại độc lập, trong khi phòng thủ vẫn nằm trong quyền kiểm soát của Anh. Khi Chiến tranh thế giới thứ hai nổ ra, New Zealand đóng góp 120.000 binh sĩ. Từ thập niên 1930, kinh tế New Zeland được quy định cao độ và phát triển một nhà nước phúc lợi rộng rãi. Trong khi đó, văn hóa Maori trải qua một sự phục hưng, và từ thập niên 1950 thì người Maori bắt đầu dời đến các thành phố với số lượng lớn.
Kinh tế New Zealand chịu hậu quả của khủng hoảng năng lượng toàn cầu 1973, mất thị trường xuất khẩu lớn nhất khi Anh gia nhập Cộng đồng Kinh tế châu Âu, và lạm phát lan tràn. Trong thập niên 1980, kinh tế được bãi bỏ quy định trên quy mô lớn và một số chính sách tự do xã hội được đưa ra. Chính sách đối ngoại liên quan đến ủng hộ Anh trong hai thế chiến, và quan hệ mật thiết sau năm 1940 với Hoa Kỳ và Úc. Chính sách đối ngoại sau năm 1980 trở nên độc lập hơn, đặc biệt là trong xúc tiến một khu vực phi hạt nhân. Năm 1984, Chính phủ của Công đảng đắc cử giữa khủng hoảng hiến pháp và kinh tế. Bộ trưởng Tài chính Roger Douglas lãnh đạo các cải cách tài chính, ban hành các cải cách thị trường tự do.

## Cơ sở Polynesia

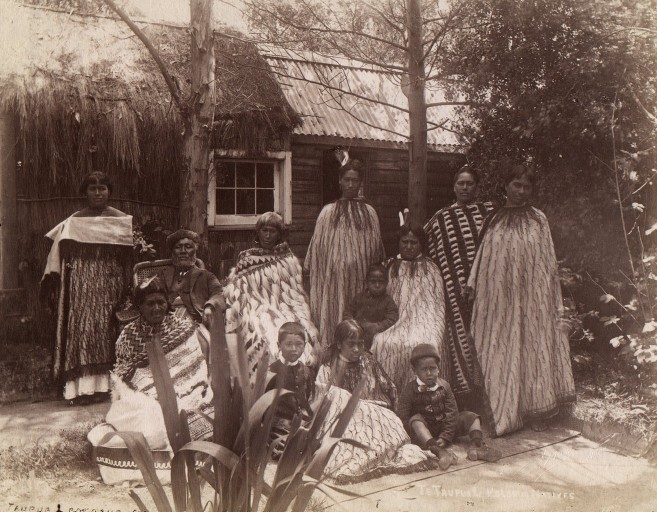
Māori whānau từ Rotorua trong thập niên 1880. Nhiều phương diện của sinh hoạt và văn hóa phương Tây, gồm trang phục và kiến trúc châu Âu, được hợp nhất vào xã hội Maori trong thế kỷ 19.

Những người định cư đầu tiên tại New Zealand là người Polynesia đến từ Đông Polynesia. Bằng chứng khả tín nhất hiện nay biểu thị rằng hoạt động định cư đầu tiên tại New Zealand diễn ra vào khoảng năm 1280 CN. Các mẫu mới về xương chuột lắt phù hợp với niên đại 1280 CN của các địa điểm khảo cổ học sớm nhất và bắt đầu sự phá rừng liên tục của loài người.
Hậu duệ của những người định cư này trở thành dân tộc được gọi là Maori, họ tạo lập một văn hóa đặc trưng của mình. Hoạt động định cư riêng biệt trên Quần đảo Chatham tại phía đông của New Zealand vào khoảng năm 1500 sản sinh người Moriori; bằng chứng ngôn ngữ học biểu thị người Moriori là người Maori đông tiến.
Những người định cư đầu tiên nhanh chóng khai thác các loài động vật lớn vốn phong phú tại New Zealand, chẳng hạn như các loài đà điểu moa bị đẩy đến tuyệt chủng vào khoảng năm 1500. Do moa và các loài động vật lớn khác trở nên khan hiếm hoặc tuyệt chủng, văn hóa Maori trải qua cải biến lớn, với các khác biệt theo khu vực. Tại các khu vực có thể trồng khoai nước và khoai lang, nghề làm vườn trở nên quan trọng. Điều này là không thể tại phía nam của đảo Nam, song các thực vật hoang dại như dương xỉ lại thường sẵn có và các cây ánh dương được thu hoạch và được trồng để làm thực phẩm. Tính quan trọng của chiến tranh cũng tăng lên, phản ánh sự gia tăng về cạnh tranh giành đất và các tài nguyên khác. Trong giai đoạn này, các pā (bảo lũy trên đồi) vững chắc trở nên phổ biến, mặc dù tồn tại tranh luận về tần suất thực tế của chiến tranh. Tương tự như các nơi khác tại Thái Bình Dương, tục ăn thịt đồng loại là bộ phận của chiến tranh.
Sự lãnh đạo dựa trên một hệ thống cương vị tù trưởng, cương vị này thường được thế tập, song các tù trưởng cần phải chứng minh khả năng lãnh đạo của họ để tránh bị thay thế bằng các cá nhân năng động hơn. Các đơn vị quan trọng nhất của xã hội Maori tiền châu Âu là whānau hay đại gia đình, và hapū hay thị tộc. Tiếp sau chúng là iwi hay bộ lạc, gồm các nhóm hapū. Hapū có quan hệ họ hàng thường giao đổi hàng hóa và hợp tác trong các kế hoạch lớn, song xung đột giữa các hapū cũng tương đối phổ biến. Xã hội truyền thống Maori bảo tồn lịch sử theo phương thức truyền khẩu bằng chuyện kể, bài hát, và thánh ca; những người lão luyện có thể thuật lại phả hệ bộ lạc trong hàng trăm năm. Nghệ thuật gồm có whaikōrero (diễn thuyết), bài hát hợp thành từ nhiều thể loại, các dạng khiêu vũ như haka, cũng như dệt, chạm khắc gỗ phát triển cao độ, và tā moko (xăm).
Chim, cá và các loài thú biển là nguồn protein quan trọng. Người Maori trồng các cây lương thực mà họ mang theo từ Polynesia, bao gồm khoai lang (gọi là kūmara), khoai nước, các loại bầu và khoai. Họ cũng trồng loài thực vật đặc hữu của New Zealand là cây ánh dương, và khai thác các thực phẩm tự nhiên như rễ dương xỉ.

## Giai đoạn tiếp xúc ban đầu

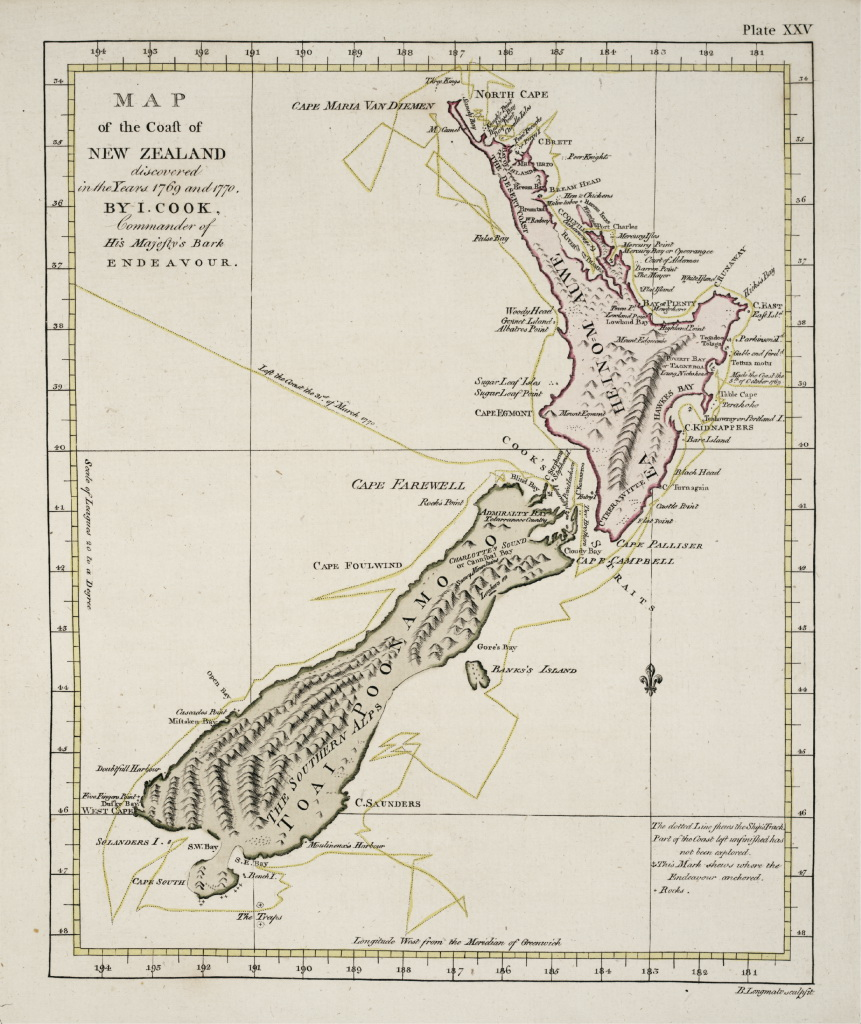
Bản đồ đầu tiên về New Zealand, do Thuyền trưởng James Cook vẽ.

Những người châu Âu đầu tiên được ghi nhận là tiếp cận New Zealand là thủy thủ đoàn của nhà thám hiểm người Hà Lan Abel Tasman, ông đến trên các tàu Heemskerck và Zeehaen. Tasman thả neo tại vịnh Golden tại cực bắc của đảo Nam vào tháng 12 năm 1642 và đi thuyền về phía bắc đến Tonga sau một cuộc tấn công của người Maori bản địa. Tasman phác họa các đoạn của bờ biển phía tây của hai đảo chính, ông gọi chúng là Staten Landt theo Quốc hội Hà Lan, va tên này xuất hiện trong các bản đồ đầu tiên của ông về New Zealand. Năm 1645, các nhà chế đồ người Hà Lan đổi tên gọi sang Nova Zeelandia trong tiếng Latinh, từ Nieuw Zeeland, theo tên tỉnh Zeeland của Hà Lan. Tên gọi sau đó được Anh hóa thành New Zealand bởi Thuyền trưởng James Cook trên tàu HM Bark Endeavour, ông đến quần đảo hơn 100 năm sau Tasman, vào năm 1769–1770. Cook trở lại New Zealand trong cả hai hành trình sau đó của ông.
Tồn tại nhiều tuyên bố khác nhau rằng những người du hành phi Polynesia khác tiếp cận New Zealand trước Abel Tasman, song không được công nhận phổ biến. Chẳng hạn Peter Trickett lập luận trong Beyond Capricorn rằng nhà thám hiểm người Bồ Đào Nha Cristóvão de Mendonça tiếp cận New Zealand trong thập niên 1520, và chuông Tamil do nhà truyền giáo William Colenso phát hiện làm nổi lên một số thuyết, song các sử gia thường cho rằng tự thân chuông không phải là bằng chứng về sự tiếp xúc ban đầu của người Tamil với New Zealand.
Từ thập niên 1790, các tàu săn cá voi, hải cẩu, và tàu buôn của Anh, Pháp, và Mỹ đến vùng biển quanh New Zealand. Thủy thủ đoàn giao dịch các hàng hóa châu Âu, trong đó có súng và công cụ kim loại, lấy thực phẩm, nước ngọt, gỗ, lanh và tình dục từ người Maori. Người Maori nổi tiếng là những người giao dịch nhiệt tình và thận trọng. Mặc dù tồn tại một số xung đột, như sự kiện sát hại nhà thám hiểm người Pháp Marc-Joseph Marion du Fresne vào năm 1792 và tiêu diệt tàu Boyd vào năm 1809, song hầu hết giao thiệp giữa người Maori và người châu Âu diễn ra trong hòa bình. Từ đầu thế kỷ 19, các nhà truyền giáo bắt đầu định cư tại New Zealand và nỗ lực nhằm cải biến người Maori sang Cơ Đốc giáo và kiểm soát các khách người Âu vô trật tự đáng kể.
Tác động của việc tiếp xúc với người Maori là khác biệt, tại một số khu vực nội lục thì sinh hoạt ít nhiều không thay đổi, song họ có thể có được một công cụ kim loại của người châu Âu như một lưỡi câu hoặc lưỡi rìu thông qua giao dịch với các bộ lạc khác. Ở đầu bên kia, các bộ lạc thường xuyên tiếp súc với người châu Âu như Ngā Puhi thì trải qua biến hóa lớn.
Người Maori thời tiền châu Âu không có các vũ khí tầm xa ngoại trừ tao (giáo) và sự xuất hiện của súng hỏa mai có một tác động to lớn đến chiến tranh của họ. Các bộ lạc sở hữu súng hỏa mai tấn công các bộ lạc không sở hữu chúng, sát hại hoặc nô dịch hóa nhiều người. Do vậy, súng trở nên rất có giá trị và người Maori sẽ giao dịch lượng hàng hóa rất lớn để đổi lấy một khẩu súng hỏa mai. Từ năm 1805 đến năm 1843, các cuộc Chiến tranh Súng hỏa mai diễn ra ác liệt cho đến khi một sự cân bằng quyền lực mới đạt được sau khi hầu hết các bộ lạc sở hữu súng hỏa mai. Năm 1835, người Moriori trên Quần đảo Chatham bị tấn công, bị nô dịch hóa, và gần như bị tiêu diệt bới các bộ lạc Maori Ngāti Mutunga và Ngāti Tama từ đại lục. Trong điều tra nhân khẩu năm 1901, chỉ 35 người Moriori được ghi nhận song số lượng người sau đó tăng lên.
Khoảng thời gian này, nhiều người Maori cải sang Cơ Đốc giáo, nguyên nhân của chuyển biến này được tranh luận sôi nổi, và có thể bao tồm các bất ổn về xã hội và văn hóa bắt nguồn từ các Chiến tranh Sùng hỏa mai và tiếp xúc với người châu Âu. Các yếu tố khác có thể tác động là sự hấp dẫn của một tôn giáo vốn xúc tiến hòa bình và khoan dung, một mong muốn bắt chước người châu Âu và đạt được một sự phong phú tương tự về các hàng hóa kim loại, và văn hóa đa thần của người Maori dễ dàng chấp thuận Thượng đế mới.
Hoạt động định cư của người châu Âu gia tăng trong suốt các thập niên đầu của thế kỷ 19, với nhiều trạm mậu dịch được thành lập, đặc biệt là trên đảo Bắc. Trẻ sơ sinh người châu Âu thuần chủng đầu tiên tại New Zealand là Thomas King, sinh vào năm 1815 tại Hohi tại vịnh Islands. Kerikeri dược thành lập vào năm 1822, và Bluff được thành lập vào năm 1823, đều tuyên bố là khu định cư châu Âu cổ nhất tại New Zealand sau điểm truyền giáo CMS tại Hohi vốn được thành lập vào tháng 12 năm 1814. Nhiều người châu Âu mua đất của người Maori, song hiểu lầm và các quan niệm khác biệt về quyền sở hữu đất dẫn đến xung đột và khắc nghiệt. Năm 1839, Công ty New Zealand công bố các kế hoạch mua lại các vùng đất lớn và thiết lập các thuộc địa tại New Zealand. Sự kiện này báo động các nhà truyền giáo, họ kêu gọi về sự kiểm soát của Anh đối với những người định cư châu Âu tại New Zealand.

## Chủ quyền của Anh
Năm 1788, người Anh thành lập thuộc địa New South Wales tại Úc. Theo thống đốc tương lai Arthur Phillip thì lệnh đề ngày 25 tháng 4 năm 1787 về thuộc địa New South Wales có ghi toàn bộ các đảo lân cận tại Thái bình Dương trong vĩ độ 10°37'S và 43°39'S  theo đó bao gồm hầu hết New Zealand ngoại trừ nửa nam của đảo Nam. Năm 1825, khi Đất Van Diemen (Tasmania) trở thành một thuộc địa riêng, biên giới phía nam của New South Wales được sửa đổi thành các đảo lân cận tại Thái Bình Dương với ranh giới phía nam là 39°12'N, theo đó chỉ bao gồm nửa bắc của đảo Bắc. Tuy nhiên, các biên giới này không có tác động thực tế do chính phủ New South Wales có ít quan tâm đến New Zealand.
Nhằm phản ứng trước các thủy thủ và nhà thám hiểm vô trật tự tại New Zealand, Chính phủ Anh bổ nhiệm James Busby làm Công sứ vào năm 1832. Năm 1834, ông khuyến khích các tù trưởng Maori khẳng định chủ quyền của họ với việc ký kết Tuyên ngôn độc lập vào năm 1835. Điều này được Quốc vương William IV công nhận. Busby không được trao thẩm quyền pháp lý hoặc hỗ trợ quân sự, do đó không hiệu quả trong việc quản lý dân cư người châu Âu.

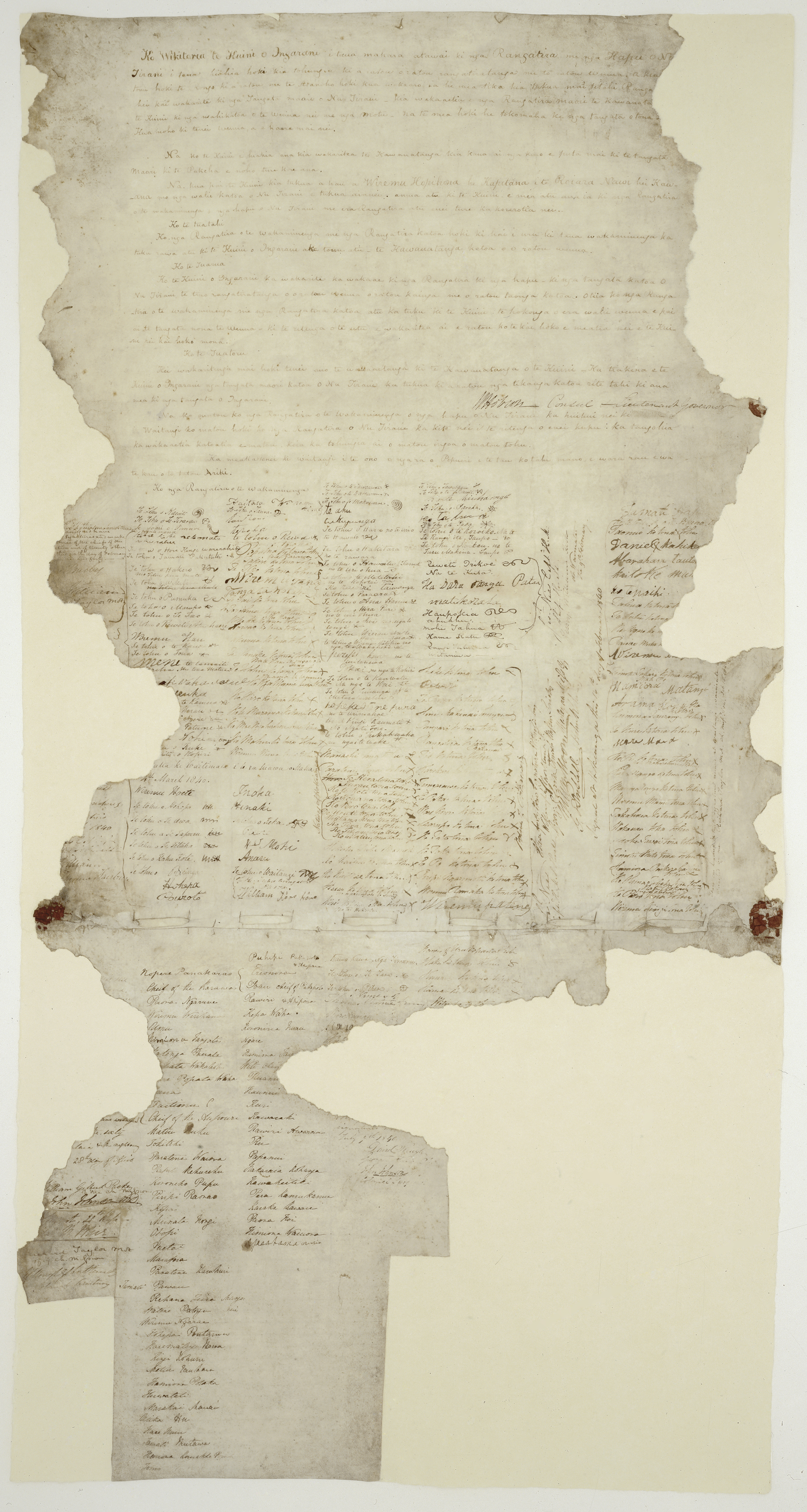
Một trong số các bản sao ít ỏi còn lại của Hiệp định Waitangi

Năm 1839, Công ty New Zealand công bố các kế hoạch nhằm thiết lập các thuộc địa tại New Zealand. Điều này cộng với tình trạng tiếp tục vô pháp luật của nhiều người định cư thúc đẩy Anh có hành động mãnh liệt hơn. Thuyền trưởng William Hobson được cử đến New Zealand nhằm thuyết phục người Maori nhượng chủ quyền của họ cho Quân chủ Anh. Nhằm phản ứng trước các động thái của Công ty New Zealand, vào ngày 15 tháng 6 năm 1839, một chứng thư mới được phát hành nhằm khuếch trương lãnh thổ New South Wales bao gồm toàn bộ New Zealand. Thống đốc New South Wales George Gipps dược bổ nhiệm làm Thống đốc cai quản New Zealand. Đây là biểu hiện rõ ràng đầu tiên về ý định thôn tính New Zealand của Anh.
Ngày 6 tháng 2 năm 1840, Hobson và khoảng 40 tù trưởng Māori ký kết Hiệp định Waitangi bên vịnh Islands. Các bản sao của hiệp định này sau đó được đưa đến khắp quần đảo để các tù trưởng khác ký kết. Một lượng đáng kể từ chối ký kết hoặc không được yêu cầu, song tổng cộng cuối cùng có trên 500 người Maori ký vào hiệp định. Hiệp định trao cho người Maori chủ quyền đối với đất và tài sản của họ và mọi quyền lợi của công dân Anh. Động cơ thúc đẩy người Anh là mong muốn ngăn chặn các cường quốc châu Âu khác (Pháp lập một khu định cư rất nhỏ tại Akaroa vào năm 1840), nhằm tạo thuận tiện cho các thần dân Anh định cư, và có thể là để kết thúc tình trạng vô pháp luật của những người săn cá voi, hải cẩu, và buôn bán người gốc Âu.
Động cơ của các tù trưởng Maori là mong muốn bảo hộ từ thế lực ngoại quốc, thiết lập chức vụ lãnh đạo đối với những di dân và thương nhân người châu Âu tại New Zealand, và để cho phép định cư quy mô lớn hơn vì điều này sẽ tăng cường giao dịch và thượng vượng đối với người Maori.
Hobson mất vào tháng 9 năm 1842, thống đốc mới là Robert FitzRoy thực hiện một số bước đi pháp lý nhằm công nhận phong tục Maori. Tuy nhiên, người kế vị của ông là George Grey thì xúc tiến đồng hóa văn hóa nhanh chóng và giảm bớt quyền ở hữu đất, ảnh hưởng và quyền lợi của người Maori. Tác động thực tế của Hiệp định vào lúc khởi đầu chỉ dần cảm nhận được, đặc biệt là tại các khu vực chủ yếu là người Maori.

## Giai đoạn thuộc địa
Dân số người châu Âu tại New Zealand tăng trưởng mạnh từ ít hơn 1000 vào năm 1831 lên đến 500.000 vào năm 1881. Khoảng 400.000 người định cư đến từ Anh, trong đó 300.000 ở lại vĩnh viễn. Hầu hết là những người trẻ tuổi và 250.000 trẻ được sinh ra. Chi phí chuyến đi của 120.000 người do chính phủ thuộc địa chi trả. Sau năm 1880, nhập cư giảm mạnh và tăng trưởng chủ yếu là do yếu tố tự nhiên.
Ban đầu, New Zealand được quản lý như một bộ phận của thuộc địa New South Wales, rồi trở thành một thuộc địa riêng vào ngày 1 tháng 7 năm 1841. Thuộc địa được chia thành ba tỉnh, chúng được tái tổ chức vào năm 1846 và vào năm 1853 khi có được cơ quan lập pháp riêng, rồi bị bãi bỏ vào năm 1876. Thuộc địa nhanh chóng thu được một số giới hạn tự trị thông qua Đạo luật Hiến pháp New Zealand 1852, theo đó thiết lập chính phủ trung ương và cấp tỉnh.
Các bộ lạc Maori đầu tiên bán đất cho những người định cư, song chính phủ vô hiệu hóa việc bán vào năm 1840. Từ đó, chỉ có chính phủ được phép mua đất từ người Maori, bằng tiền mặt. Chính phủ mua toàn bộ đất hữu dụng, sau đó bán lại cho Công ty New Zealand, Công ty xúc tiến nhập cư hoặc cho thuê để chăn cừu. Công ty bán lại các vùng đất tốt nhất cho những người định cư Anh, lợi nhuận từ đó được sử dụng để chi trả cho hành trình của những người nhập cư từ Anh.
Do khoảng cách xa xôi, những người định cư đầu tiên là các nông dân tự cung cấp. Tuy nhiên, đến thập niên 1840 thì các trại chăn nuôi cừu quy mô lớn xuất khẩu số lượng lớn len đến các nhà máy dệt tại Anh. Hầu hết những người định cư đầu tiên được đưa đến theo một chương trình do Công ty New Zealand điều hành, và khai khẩn tại khu vực trung tâm hai bên bờ eo biển Cook, và tại Wellington, Wanganui, New Plymouth và Nelson. Những người định cư này tiếp cận một số vùng đồng bằng phì nhiêu nhất và sau khi các tàu đông lạnh xuất hiện vào năm 1882, chúng phát triển thành các khu vực định cư chặt chẽ với hoạt động nông nghiệp quy mô nhỏ. Bên ngoài các khu định cư này là các trại cừu. Những chủ trại tiên phong thường là những người có kinh nghiệm chiếm đất tại Úc, họ thuê đất từ chính phủ với giá mỗi năm là £5 cộng £1 cho mỗi 1.000 cừu sau 5.000 con đầu tiên. Các hợp đồng thuê được tự động gia hạn, điều này đem đến cho những người chủ trại thịnh vượng một quyền lợi mạnh mẽ về đất và biến họ thành một lực lượng chính trị hùng mạnh. Từ năm 1856 đến năm 1876, 8,1 triệu acre (32,8 nghìn km²) được bán với giá £7,6 triệu, và 2,2 triệu acre (8,9 nghìn km²) được cấp miễn phí cho các quân nhân, thủy thủ, và người định cư.
Các phát hiện vàng tại Otago (1861) và Westland (1865) gây ra một phong trào tìm vàng ở quy mô toàn cầu, làm tăng gấp đôi dân số New Zealand trong một giai đoạn ngắn, từ 71.000 vào năm 1859 đến 164.000 vào năm 1863. Giá trị mậu dịch gia tăng gấp 5 lần, từ £2 triệu lên £10 triệu. Khi bùng nổ vàng kết thúc, Thủ tướng Julius Vogel vay tiền từ các nhà đầu tư người Anh và năm 1870 phát động một chương trình tham vọng về công việc công và đầu tư hạ tầng, cùng với một chính sách hỗ trợ nhập cư. Các chính phủ kế tiếp mở rộng chương trình với các văn phòng khắp Anh làm nhiệm vụ khuyến khích người nhập cư và trao cho họ và gia đình vé một chiều.
Nhà văn người Anh Edward Gibbon Wakefield (1796-1862) gây một ảnh hưởng sâu rộng. Các kế hoạch của ông về thuộc địa hóa có hệ thống của Anh tập trung vào một hệ thống lao động tự do, tương phản với chế độ nô lệ hiện hữu tại Hoa Kỳ và lao động tù nhân tại Úc. Lấy cảm hứng từ tôn giáo Phúc Âm và chủ nghĩa bãi nô, các tiểu luận của Wakefield (1829 đến 1849) lên án cả chế độ nô lệ cũng như lao động khế ước và tù nhân, xem chúng là vô đạo đức, bất công, và vô năng. Thay vào đó, ông đề xuất một hệ thống do chính phủ tài trợ, theo đó giá đất nông nghiệp được chế định ở một mức cao vừa đủ để ngăn các công nhân đô thị dễ dàng mua chúng và do đó tạo ra thị trường lao động. Các chương trình thuộc địa hóa của ông là quá phức tạp và thực tế chỉ thực hiện được trên quy mô nhỏ hơn nhiều so với kỳ vọng của ông, song các ý tưởng của ông tác động đến pháp luật và văn hóa, đặc biệt là tưởng tượng của ông về thuộc địa là hiện thân cho các lý tưởng hậu Khai sáng, khái niệm về New Zealand như một xã hội kiểu mẫu, và ý thức về sự công bằng trong quan hệ giữa chủ và người làm công.

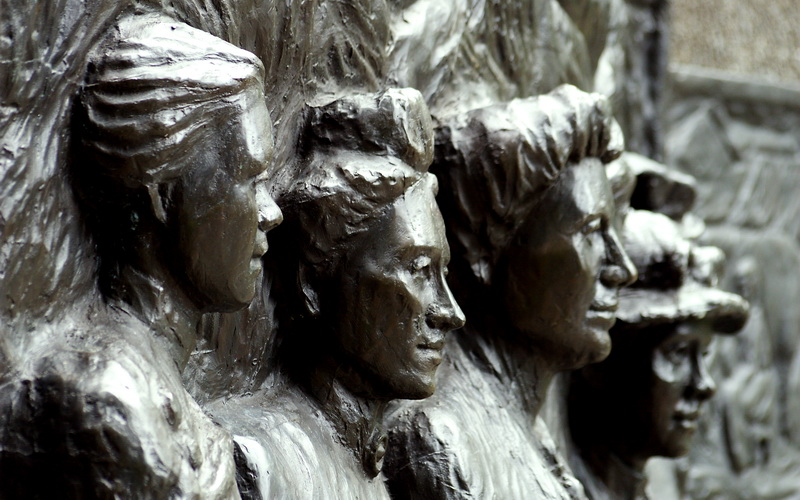
Đài kỉ niệm Tribute to the Suffragettes tại Christchurch, các nhân vật từ trái sang phải là Amey Daldy, Kate Sheppard, Ada Wells và Harriet Morison

Một phong trào nữ quyền khởi đầu trong thập niên 1860, và phụ nữ giành được quyền bầu cử vào năm 1893. Đây là quốc gia đầu tiên trên thế giới cho phụ nữ quyền bầu cử. Phụ nữ thuộc tầng lớp trung lưu sử dụng truyền thông (đặc biệt là báo chí) để truyền đạt cho nhau và xác định các ưu tiên của họ. Các nhà văn nữ quyền nổi tiếng gồm có Mary Taylor, Mary Colclough, và Ellen Ellis.
Đến thập niên 1880, những người nữ quyền sử dụng thuật hùng biện "nô lệ trắng" để biểu thị áp bức tình dục và xã hội của nam giới đối với nữ giới. Bằng cách đòi hỏi rằng nam giới chịu trách nhiệm về quyền của nữ giới được đi lại trên phố một cách an toàn, các nhà nữ quyền New Zealand triển khai thuật hùng biện nô lệ trắng để biện luận cho tự do tình dục và xã hội của nữ giới. Phụ nữ trung lưu huy động thành công để ngăn chặn mại dâm, đặc biệt là trong Chiến tranh thế giới thứ nhất.
Nữ giới Maori phát triển hình thức riêng của họ về chủ nghĩa nữ quyền, bắt nguồn từ chủ nghĩa dân tộc Maori thay vì các nguồn gốc châu Âu.
Năm 1893, Elizabeth Yates đắc cử thị trưởng của Onehunga, khiến bà trở thành nữ giới đầu tiên tại Đế quốc Anh có chức vụ công. Tuy nhiên, nhiều nam giới chống đối điều này, và bà thất bại khi tái tranh cử. Hutching lập luận rằng sau năm 1890 nữ giới ngày càng được tổ chức tốt thông quan Hội đồng Quốc gia về Nữ giới, và các tổ chức khác. Đến năm 1910, họ tiến hành vận động về hòa bình, và chống huấn luyện quân sự cưỡng bách, và nghĩa vụ quân sự. Họ yêu cầu có trọng tài và giải pháp hòa bình cho các tranh chấp quốc tế. Nữ giới lập luận rằng nữ tính là kho chứa các giá trị đạo đức cao cả và từ kinh nghiệm gia đình của mình họ biết cách tốt nhất để giải quyết xung đột.
Trước năm 1877, các trường học do chính phủ cấp tỉnh, giáo hội điều hành, hoặc nhờ quyên góp cá nhân. Giáo dục không phải là bắt buộc và nhiều trẻ em không nhập học tại trường nào, đặc biệt là trẻ em tại trang trại do sức lao động của chúng quan trọng đối với kinh tế của gia đình. Chất lượng giáo dục khác biệt đáng kể tùy theo trường học. Đạo luật Giáo dục 1877 tạo ra hệ thống giáo dục quốc dân miễn phí đầu tiên của New Zealand, thiết lập các tiêu chuẩn mà các nhà giáo dục cần phải đáp ứng, và chế định học tập nghĩa vụ cho trẻ từ 5 đến 15 tuổi.
Từ năm 1840, diễn ra hoạt động định cư đáng kể của người châu Âu tại New Zealand, chủ yếu là từ Anh và Wales, Scotland và Ireland; và trên một mức độ thấp hơn là Hoa Kỳ, Ấn Độ, Trung Quốc, và các bộ phận khác của châu Âu lục địa, bao gồm tỉnh Dalmatia nay thuộc Croatia, và Bohemia nay thuộc Cộng hòa Séc. Những người định cư da trắng chiếm đa số trong dân cư từ năm 1859, số lượng nhóm này gia tăng nhanh chóng và tiếp cận mức một triệu vào năm 1911.
Trong các thập nien 1870 và 1880, vài nghìn nam giới người Hoa, hầu hết từ tỉnh Quảng Đông, nhập cư đến New Zealand để làm việc trong các mỏ vàng tại đảo Nam. Mặc dù những di dân người Hoa đầu tiên được chính phủ tỉnh Otago mời đến song họ nhanh chóng trở thành mục tiêu thù địch từ những người định cư da trắng, và pháp luật được ban hành nhằm ngăn cản họ đến New Zealand.

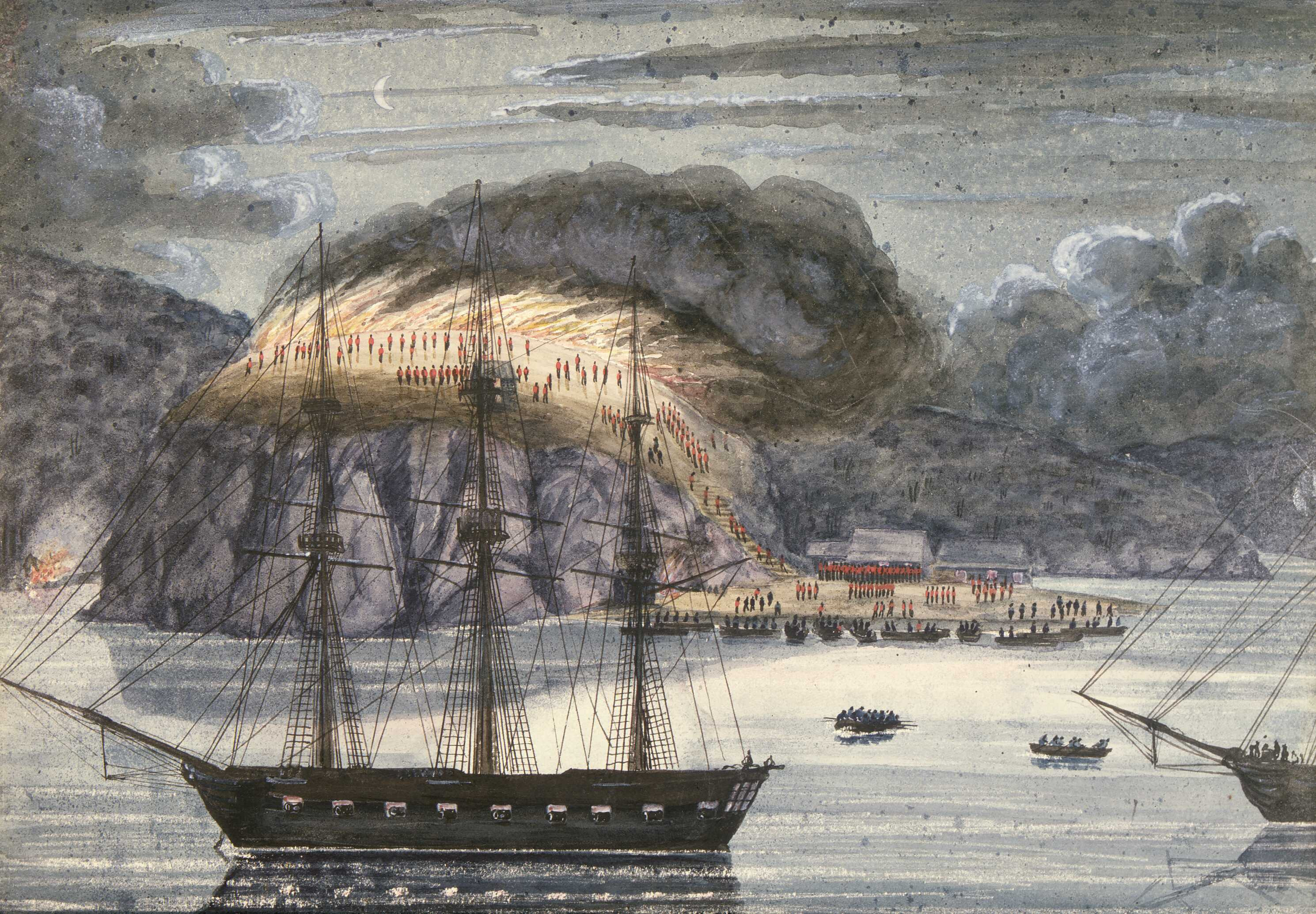
HMS North Star phá hủy bảo lũy của Pomare'trong Chiến tranh Northern/Flagstaff năm 1845, John Williams vẽ.

Người Maori hoan nghênh những người định cư da trắng vì họ đạt được các cơ hội mậu dịch và súng. Tuy nhiên, tình hình sớm trở nên rõ ràng rằng họ đã đánh giá thấp số lượng người định cư đến New Zealand. Các bộ lạc có đất đai trở thành căn cứ cho các khu định cư lớn nhanh chóng bị mất đất và quyền tự trị thông qua các đạo luật của chính phủ. Những bộ lạc khác thì phồn vinh – cho đến khoảng năm 1860 thành phố Auckland mua hầu hết thực phẩm từ người Maori. Nhiều bộ lạc sở hữu các nhà máy bột mì, tàu, và các vật chất khác của kỹ thuật châu Âu, một số xuất khẩu thực phẩm sang Úc trong một giai đoạn ngắn trong cơn sốt vàng thập niên 1850 tại đó. Mặc dù quan hệ chủng tộc về đại thể là hòa bình trong giai đoạn này, song tồn tại các xung đột về quyền lợi tại các khu vực cụ thể, một trong các xung đột đó là Chiến tranh miền Bắc hay Flagstaff vào thập niên 1840.
Do số lượng người định cư da trắng tăng trưởng, áp lực gia tăng với người Maori trong việc bán thêm đất. Đất không chỉ là một tài nguyên kinh tế, mà còn là một cơ sở cho bản sắc Māori và liên hệ với xương cốt tổ tiên. Đất được sử dụng với tính chất cộng đồng, song dưới quyền tù trưởng. Trong văn hóa Maori, không tồn tại các ý niệm như bán đất cho đến khi người châu Âu đến. Những người định cư da trắng có ít hiểu biết về người Maori và cáo buộc họ giữ đất mà không sử dụng hiệu quả, tranh giành đất là một trong các nguyên nhân quan trong dẫn đến các cuộc Chiến tranh New Zealand trong thập niên 1860 và 1870. Một số bộ lạc đứng về phía chính phủ, và sau đó chiến đấu cho chính phủ. Động cơ thúc đẩy họ một phần là ý nghĩ rằng liên kết với chính phủ sẽ có lợi cho họ, và một phần vì thù hận cũ với các bộ lạc và mà họ chống lại. Một kết quả cho chiến lược hợp tác này là giành bốn ghế cho người Maori trong Nghị viện vào năm 1867.
Sau chiến tranh, một số người Maori bắt đầu một chiến lược kháng cự thụ động, nổi tiếng nhất là tại Parihaka thuộc Taranaki. Hầu hết người Maori, như NgaPuhi và Arawa tiếp tục hợp tác với người định cư da trắng, chẳng hạn bộ lạc Te Arawa thành lập doanh nghiệp du lịch quanh Rotorua. Các bộ lạc kháng cự và hợp tác đều nhận thấy rằng người định cư da trắng thèm muốn vùng đất còn lại. Trong các thập niên cuối của thế kỷ 19, hầu hết các bộ lạc mất một lượng đất đáng kể thông qua các hoạt động của Tòa án Đất bản địa. Tòa án thiết lập quyền sở hữu cá nhân cho người Maori và họ có thể bán đất mà không bị hạn chế từ các thành viên khác trong bộ lạc.
Kết hợp các yếu tố chiến tranh, tịch thu, bệnh tật, đồng hóa và hôn nhân dị chủng, mất đất khiến nghèo đói và lạm dụng đồ uống có cồn, và làm tan vỡ ảo tưởng về đại thể, khiến dân số người Maori giảm sút từ khoảng 86.000 vào năm 1769 xuống khoảng 70.000 vào năm 1840 và khoảng 48.000 vào năm 1874, chạm đáy là 42.000 vào năm 1896.
Trong khi tại đảo Bắc bị chấn động do các cuộc chiến tranh giành đất, thì tại đảo Nam, nơi có ít cư dân người Maori, tình hình đại thể là hòa bình. Năm 1861, vàng được phát hiện tại Gabriel's Gully tại Trung Otago, làm dấy lên một phong trào tìm vàng. Dunedin trở thành thành phố thịnh vượng nhất tại New Zealand và nhiều người tại đảo Nam rất bất mãn trước việc phải chi tiền cho các cuộc chiến tại đảo Bắc. Năm 1865, Nghị viện làm thất bại một đề xuất về đảo Nam ly khai với 17/31 phiếu. Dân số người định cư da trắng tại đảo Nam đông hơn đảo Bắc cho đến khoảng năm 1900.
Những người Scotland nhập cư chiếm ưu thế tại đảo Nam và phát triển nhiều cách thức để kết nối quê hương cũ và mới. Nhiều đoàn thể của người Scotland được hình thành. Họ tổ chức các đội tuyển thể thao nhằm lôi kéo thanh niên và duy trì thần thoại dân tộc Scotland lý tưởng hóa (dựa trên Robert Burns) cho người cao tuổi. Họ tạo cho người Scotland một con đường dẫn đến đồng hòa và hợp nhất văn hóa với vị thế là người New Zealand gốc Scotland.

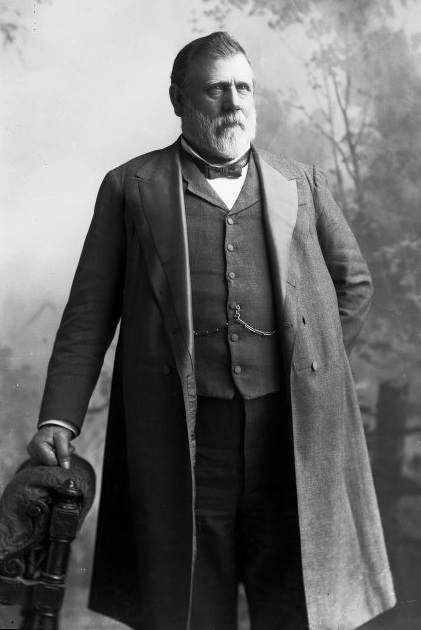
Richard Seddon là thủ tướng từ năm 1893 đến khi từ trần vào năm 1906

Trong thời kỳ tiền chiến, chính trị đảng phái phát sinh tại New Zealand bằng sự thành lập Chính phủ Tự do. Tầng lớp địa chủ và quý tộc cai trị Anh vào đương thời, còn New Zealand chưa từng có một tầng lớp quý tộc song có các địa chủ thịnh vượng và họ kiểm soát phần lớn chính trị trước năm 1891. Đảng Tự do bắt đầu thay đổi điều này bằng một chính sách được gọi là "chủ nghĩa dân túy". Richard Seddon từng tuyên bố mục tiêu vào năm 1884: "Tồn tại người giàu và người nghèo; tồn tại những người giàu có và địa chủ tương phản với các tầng lớp trung lưu và lao động. Thưa ngài, điều đó phản ánh tình hình chính trị thực tế của New Zealand." Chiến lược Tự do là thiết lập một tầng lớp lớn gồm các nông dân sở hữu đất quy mô nhỏ, họ ủng hộ các lý tưởng của Đảng Tự do. Chính phủ Tự do đầu tiên cũng đặt cơ sở cho nhà nước phúc lợi sau này bằng lương hưu, phát triển một hệ thống giải quyết các tranh chấp công nghiệp. Năm 1893, Chính phủ Tự do mở rộng quyền bỏ phiếu cho nữ giới, biến New Zealand thành quốc gia đầu tiên trên thế giới ban hành quyền phổ thông đầu phiếu cho nữ giới.
Đạo luật Dất bản địa 1909 cho phép người Maori bán đất cho các khách hàng tư nhân. Người Maori vẫn sở hữu 5 triệu arce (20 nghìn km²) vào năm 1920; họ cho thuê ba triệu arce và tự sử dụng một triệu arce. Những người Tự do tuyên bố thành công trong tạo dựng một chính sách đất quân bình, chống độc quyền. Chính sách này được kiến thiết nhằm trợ giúp cho Đảng trong các cử tri nông thôn tại đảo Bắc. Năm 1903, những người Tự do chiếm ưu thế đến mức không có một phe đối lập có tổ chức trong Quốc hội.
New Zealand được quốc tế chú ý do các cải cách tại đây, đặc biệt là cách nhà nước quy định về các quan hệ lao động. Đáng chú ý là các sáng kiến trong các lĩnh vực quy định thời gian tối đa, tiền lương tối thiểu, và các thủ tục trọng tài bắt buộc. Mục tiêu là cổ vũ các công đoàn song không khuyến khích đình công và xung đột giai cấp. Các tác động từ New Zealand đặc biệt mạnh mẽ trong phong trào cải cách tại Hoa Kỳ.
Kinh tế New Zealand phát triển từ dựa vào len và mậu dịch địa phương sang xuất khẩu len, pho mát, bơ, thịt bò và thịt cừu đông lạnh sang Anh, một cải biến khả dĩ nhờ sự xuất hiện của các tàu hơi nước đông lạnh vào năm 1882. Vận chuyển bằng tàu đông lạnh là cơ sở cho kinh tế New Zealand cho đến thập niên 1970. Nông nghiệp năng suất cao của New Zealand khiến nơi đây có thể đạt tiêu chuẩn sinh hoạt cao nhất thế giới vào đương thời, với chênh lệch thấp giữa các nhóm giàu và nghèo nhất.

## Quốc gia tự trị

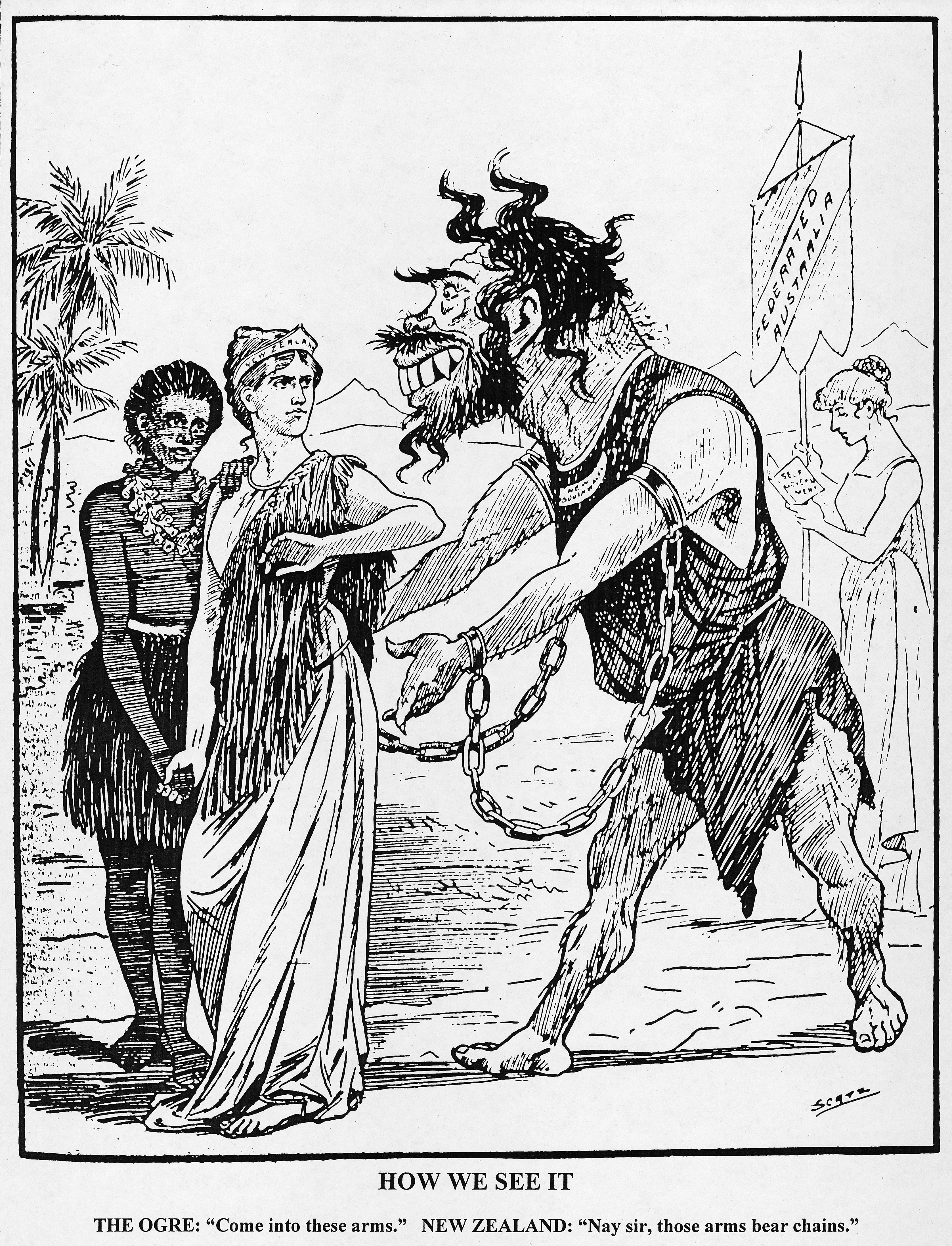
Zealandia không chấp thuận Hiến pháp Úc năm 1900.

New Zealand ban đầu biểu thị quan tâm đến gia nhập Liên bang được đề xuất gồm các thuộc địa của Anh tại châu Đại Dương, tham dự Hội nghị Quốc gia Úc năm 1891 tại Sydney. Quan tâm đến Liên bang nhạt dần và New Zealand quyết định phản đối gia nhập Thịnh vượng chung Úc vào năm 1901, thay vào đó cải biến tình trạng là một thuộc địa thành một "quốc gia tự trị" vào năm 1907, có vị thế ngang bằng với Úc và Canada trong Đế quốc Anh.
Tại New Zealand, cấm rượu từng là một phong trào cải cách đạo đức bắt đầu vào giữa thập niên 1880, tuy nhiên phong trào chưa từng đạt được mục tiêu cấm rượu trên toàn quốc. Đây là một phong trào của tầng lớp trung lưu, lực lượng chấp thuận trật tự kinh tế và xã hội hiện hành, nỗ lực lập pháp hóa đạo đức được giả định là cứu rỗi cá nhân, cần thiết để thuộc địa tiến đến một xã hội trưởng thành hơn. Tuy nhiên, cả Giáo hội Anh và Giáo hội Công giáo Ireland đều bác bỏ cấm rượu vì cho rằng đó sẽ là một sự can thiệp của chính phủ vào lĩnh vực của giáo hội, trong khi phong trào lao động đang phát triển thì nhìn nhận chủ nghĩa tư bản mới là kẻ thù thay vì đồ uống có cồn. Những người cải cách hy vọng rằng việc nữ giới có quyền bỏ phiếu, là điều mà New Zealand đi tiên phong, sẽ làm thay đổi cán cân, song nữ giới tại đây không được tổ chức tốt như các quốc gia khác. Cấm rượu chiếm đa số trong một cuộc trưng cầu dân ý toàn quốc vào năm 1911, song cần 60% để có thể thông qua. Phong trào tiếp tục nỗ lực trong thập niên 1920, thất bại trong ba cuộc trưng cầu dân ý khác với số phiếu khít khao; song đạt thành quả là buộc các quán rượu đóng cửa lúc 6 giờ tối và vào Chủ Nhật. Đại khủng hoảng và chiến tranh trên thực tế đã kết thúc phong trào.
New Zealand duy trì là một thành viên tích cưc trong Đế quốc Anh, và 110.000 binh sĩ tham chiến trong Chiến tranh thế giới thứ nhất, với 16.688 người tử chiến. Nghĩa vụ quân sự có hiệu lực từ năm 1909, và sự phản đối giảm xuống trong thời chiến. Phong trào lao động theo chủ nghĩa hòa bình, phản đối chiến tranh, và cáo buộc rằng người giàu được hưởng lợi từ phí tổn của công nhân. Họ thành lập Công đảng vào năm 1916. Các bộ lạc Maori có quan hệ mật thiết với chính phủ phái các nam thanh niên tham gia quân tình nguyện. Không giống như tại Anh, có tương đối ít nữ giới New Zealand tham gia chiến tranh, nữ giới phục vụ với vai trò là y tá; 640 tham gia phục vụ và 500 đi ra hải ngoại.
Lực lượng New Zealand chiếm Tây Samoa từ Đế quốc Đức trong giai đoạn đầu của chiến tranh, và New Zealand quản lý lãnh thổ này cho đến khi độc lập vào năm 1962 với tên gọi Samoa. Tuy nhiên, người Samoa rất phẫn uất trước chủ nghĩa đế quốc, và đổ trách nhiệm về lạm phát và đại dịch cúm 1918 cho sự cai trị của New Zealand.
Tinh thần của các binh sĩ New Zealand trong chiến dịch Gallipoli tại Thổ Nhĩ Kỳ khiến họ trở thành biểu tượng tại New Zealand.
Sau chiến tranh, New Zealand ký kết Hòa ước Versailles (1919), gia nhập Hội Quốc Liên và theo đuổi một chính sách đối ngoại độc lập, trong khi quốc phòng vẫn do Anh kiểm soát. New Zealand dựa vào Hải quân Hoàng gia Anh để đản bảo an ninh quân sự cho mĩnh trong thập niên 1920 và 1930. Các quan chức tại Wellington tin tưởng vào các chính phủ của Đảng Bảo thủ tại Luân Đôn thay vì Công đảng. Khi Công đảng Anh lên nắm quyền vào năm 1924 và 1929, chính phủ New Zealand cảm thấy bị đe dọa trước chính sách đối ngoại của Công đảng do nó phụ thuộc vào Hội Quốc Liên. Hội Quốc Liên không đáng tin tưởng và Wellington không mong đợi trông thấy sự xuất hiện của một thế giới hòa bình dưới sự bảo trợ của Hội Quốc Liên. Quốc gia tự trị trung thành nhất với Đế quốc biến thành một thế chế bất phục tùng do phản đối các chính phủ Công đảng tại Anh đang tín nhiệm vào các khuôn khổ về trọng tài và các hiệp định an ninh tập thể của Hội Quốc Liên.
Các chính phủ của các đảng Cải cách và Liên hiệp từ năm 1912 đến năm 1935 đi theo một chính sách đối ngoại "duy thực". Họ chế định an ninh quốc gia là một ưu tiên cao độ, hoài nghi đối với các tổ chức quốc tế, và thể hiện không quan tâm đến các vấn đề về quyền tự quyết, dân chủ, và nhân quyền. Tuy nhiên, Công đảng đối lập thì duy tâm hơn và đề xuất một triển vọng chủ nghĩa quốc tế tự do trong các sự vụ quốc tế.
Công đảng nổi lên thành một thế lực vào năm 1919 với một nền tảng xã hội chủ nghĩa, giành được khoảng 25% số phiếu. Tuy nhiên, lời kêu gọi của họ về đoàn kết tầng lớp lao động không hiệu quả do một phần lớn trong tầng lớp lao động bỏ phiếu cho các ứng cử viên bảo thủ của các đảng Tự do và Cải cách. Hậu quả là Công đảng từ bỏ sự ủng hộ đối với chủ nghĩa xã hội vào năm 1927 khi mở rộng tiếp cận đến các cử tri trung lưu. Kết quả của sự biến đổi là số phiếu chiếm 35% vào năm 1931, 47% vào năm 1935, và đạt đỉnh là 56% vào năm 1938. Từ năm 1935, chính phủ Công đảng đầu tiên thể hiện một mức độ hạn chế về chủ nghĩa duy tâm trong chính sách đối ngoại, như phản đối nhân nhượng Đức và Nhật.
New Zealand chịu tác động mạnh do Đại khủng hoảng toàn cầu trong thập niên 1930, bắt nguồn từ mậu dịch quốc tế khi xuất khẩu nông sản giảm sút tác động đến nguồn cung tiền tệ và tiếp đến là tiền lương, đầu tư, nhập khẩu. New Zealand chịu tác động mạnh mạnh nhất trong khoảng 1930-1932, khi thu nhập trang trại trung bình giảm xuống mức không trong một thời gian ngắn, và tỷ lệ thất nghiệp đạt đỉnh. Mặc dù số lượng thất nghiệp thực tế không được tính một cách chính thức, song đảo Bắc chịu tác động đặc biệt mãnh liệt.
Không giống như những năm sau đó, không tồn tại trợ cấp phúc lợi công cộng, những người thất nghiệp được nhận "công việc cứu trợ", tuy nhiên nhiều khi không quá hiệu quả một phần là do quy mô của vấn đề là chưa có tiền lệ. Nữ giới cũng gia tăng đăng ký thất nghiệp, trong khi người Maori nhận được trợ giúp của chính phủ thống qua các kênh khác. Năm 1933, 8,5% người thất nghiệp được tổ chức trong các trại lao động, số còn lại nhận được công việc gần nhà của họ. Những nghề cứu trợ điển hình là công việc đường phố.

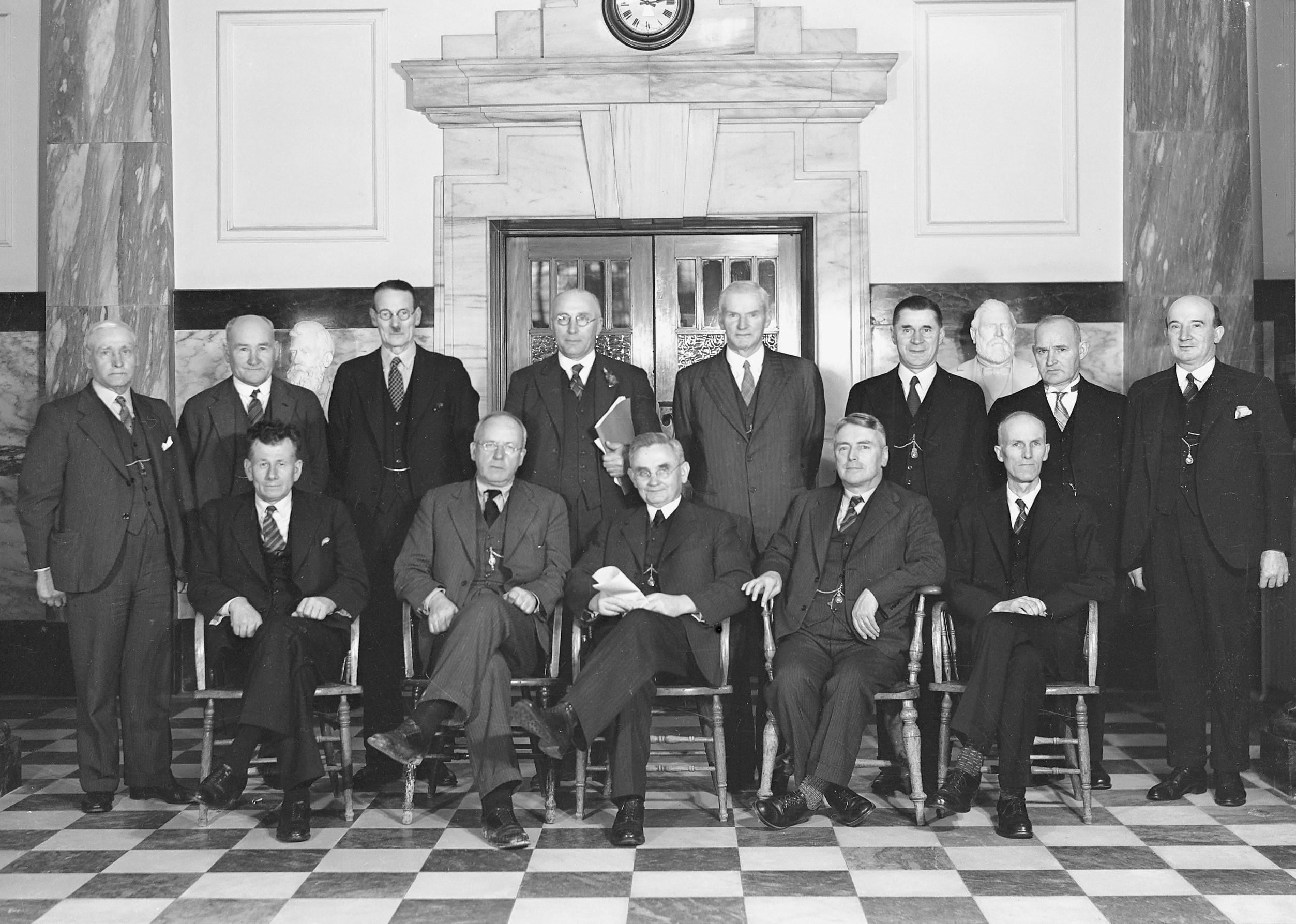
Nội các Công đảng 1935

Các nỗ lực của Liên minh Tự do-Cải cách nhằm đối phó với tình trạng cắt giảm chi tiêu và công tác cứu trợ không hiệu quả và không được lòng dân chúng. Năm 1935, Chính phủ Công đảng thứ nhất lên nắm quyền, và sự ủng hộ trung bình cho Công đảng vào thập niên hậu khủng hoảng cao gần gấp đối với tiền khủng hoảng. Năm 1935, các điều kiện kinh tế được cải thiện nhất định, và tân chính phủ có các điều kiện tài chính tích cực hơn. Thủ tướng Michael Joseph Savage tuyên bố rằng: "Công bằng xã hội cần phải là nguyên tắc chỉ đạo và tổ chức kinh tế phải tự thích ứng với các nhu cầu xã hội."
Tân chính phủ nhanh chóng chế định về thi hành một số cải cách quan trọng, bao gồm tái tổ chức hệ thống phúc lợi xã hội và thiết lập chương trình nhà ở quốc gia. Công đảng cũng giành được phiếu của người Maori do cộng tác mật thiết với phong trào Rātana. Nhà ước phúc lợi mới cam kết chính phủ hỗ trợ các cá nhân "từ nôi đến mồ", theo khẩu hiệu của Công đảng. Nó bao gồm y tế và giáo dục miễn phí, trợ giúp của nhà nước cho người cao tuổi, ốm yếu và thất nghiệp. Phe đối lập tấn công chính sách thiên về cánh tả của Công đảng, và cáo buộc nó phá hoại tự do kinh doanh và công việc cần lao. Đảng Cải cách và Đảng Liên hiệp hợp nhất thành Đảng Quốc gia, và trở thành đối thủ chính của CÔng đảng vào sau này. Tuy nhiên, hệ thống nhà nước phúc lợi được các chính phủ Quốc gia và Công đảng duy trì và mở rộng cho đến thập niên 1980.
Khi Chiến tranh thế giới thứ hai bùng nổ vào năm 1939, người New Zealand nhận thấy vai trò thích hợp của mình là bảo vệ địa vị kiêu hãnh của họ trong Đế quốc Anh. New Zealand đóng góp 120.000 binh sĩ, họ hầu hết chiến đấu tại Bắc Phi, Hy Lạp/Crete, và Ý, dựa vào Hải quân Hoàng gia Anh và sau đó là Hoa Kỳ để bảo vệ New Zealand khỏi quân Nhật. Nhật không đặt New Zealand ở vị trí quan tâm hàng đầu, và xâm chiếm New Guinea vào năm 1942. Sư đoàn New Zealand số ba chiến đấu tại Quần đảo Solomon vào năm 1943-44. Lực lượng vũ trang đạt đỉnh là 157.000 trong tháng 9 năm 1942; 135.000 phục vụ tại hải ngoại, và có 10.100 người thiệt mạng.
Hợp tác với Hoa Kỳ trở thành một phương hướng chính sách, kết quả là Hiệp định ANZUS giữa New Zealand, Hoa Kỳ và Úc vào năm 1951, cũng như New Zeland tham gia Chiến tranh Triều Tiên.
Dân số New Zealand đơ]ng thời là 1,7 triệu, trong đó có 99.000 người Maori, họ được động viên cao độ trong chiến tranh. Nông nghiệp được khuếch trương, cung cấp thịt, bơ và len sang Anh. Khi người Mỹ đến, họ cũng được cung cấp lương thực.
Chi tiêu quốc gia cho chiến tranh là £574 triệu, trong đó 43% đến từ thuế, 41% đến từ các khoản vay và 16% từ thuê vay của Hoa Kỳ. Đây là một thời kỳ thịnh vương khi thu nhập quốc dân tăng từ £158 triệu vào năm 1937 lên £292 triệu vào năm 1944. Chế độ phân phối và kiểm soát giả cả duy trì lạm phát chỉ là 14% trong giai đoạn 1939-45.
Montgomerie chỉ ra rằng chiến tranh làm gia tăng đột ngột vai trò của nữ giới, đặc biệt là nữ giới đã kết hôn, trong lực lượng lao động. Hầu hết trong số họ kiếm được các công việc truyền thống cho nữ giới. Một số thay thế nam giới song biến đổi này là tạm thời và bị đảo nghịch vào năm 1945. Sau chiến tranh, nữ giới bỏ các công việc truyền thống của nam giới và nhiều nữ giới bỏ việc được trả công để trở về nhà nội trợ. Không có cải biến căn bản trong vai trò của nữ giới song chiến tranh làm tăng cường các khuynh hướng nghề nghiệp theo phương hướng từ thập niên 1920.

## Hậu chiến
Văn hóa New Zealand chính thống mang tính Anh sâu sắc và bảo thủ, khái niệm "công bằng" duy trì một vai trò trung tâm. Từ thập niên 1890, kinh tế hầu như đều dựa trên xuất khẩu thịt đông lạnh và các sản phẩm bơ sữa sang Anh, và đến năm 1961 thì thị phần của hàng xuất khẩu sang Anh của New Zealand vẫn chiếm hơn 51%, xấp xỉ 15% là sang các quốc gia châu Âu khác. Hệ thống này bị thiệt hại năng khi Anh gia nhập Cộng đồng Kinh tế châu Âu vào năm 1973, tại thời điểm chấn động kinh tế toàn cầu do giá năng lượng biến động. Sự kiện này buộc New Zealand không chỉ phải tìm kiếm các thị trường mới, mà còn phải tái xét bản sắc quốc gia và địa vị của mình trên thế giới.
Người Maori luôn có một tỷ suất sinh cao, điều này bị vô hiệu hóa do một tỷ suất tử cao cho đến khi các biện pháp y tế công cộng hiện đại trở nên hiệu quả trong thập niên 20 khi tỷ lệ tử vong do bệnh lao và tử vong trẻ sơ sinh giảm mạnh. Tuổi thọ trung bình tăng từ 49 năm vào 1926 lên 60 năm vào 1961 và tổng số gia tăng nhanh chóng. Nhiều người Maori phục vụ trong Chiến tranh thế giới thứ hai và học được cách thức đối phó trong xã hội đô thị hiện đại; những người khác chuyển từ quê lên thành thị để kiếm việc làm bị các quân nhân da trắng bỏ lại khi nhập ngũ. Việc chuyển đến các đô thị cũng bắt nguồn từ tỷ suất sinh mạnh của họ vào đầu thế kỷ 20, khi các trang trại thuộc sở hữu của người Maori khó khăn trong việc tạo đủ công việc. Văn hóa Maori trong khi đó trải qua một sự phục hưng. Đến thập niên 1980, 80% dân số Maori cư trú tại thành thị, so với mức chỉ 20% tiền chiến. Di cư dẫn đến tiền lương tốt hơn, tiêu chuẩn sinh hoạt cao hơn và thời gian theo học dài hơn, song cũng bộc lộ các vấn đề về kỳ thị chủng tộc. Đến cuối thập niên 1960, một phong trào kháng nghị nổi lên nhằm chống kỳ thị chủng tộc, xúc tiến văn hóa Maori và tìm kiếm thi hành Hiệp định Waitangi.
Quá trình đô thị hóa diễn ra nhanh chóng trên toàn quốc, đến cuối thập niên 1940 thì các nhà quy hoạch lưu ý rằng quốc gia này "có lẽ là quốc gia đô thị hóa cao thứ ba trên thế giới", với hai phần ba dân số cư trú tại các thành thị. Tồn tại gia tăng lo ngại rằng xu hướng này được quản lý tồi, với nhận thức rằng có một "mô hình đô thị mập mờ có vẻ ít có các đặc tính đô thị thực sự mong muốn và rõ ràng chưa thay thế các đặc tính nông thôn."
Kinh tế New Zealand chịu tác động do hậu quả của khủng hoảng năng lượng toàn cầu 1973, mất thị trường xuất khẩu lớn nhất là Anh và lạm phát tràn lan. Thủ tướng Rob Muldoon (tại vị 1975-1984) và chính phủ Quốc gia của ông ứng phó với khủng hoảng trong thập niên 1970 bằng cách nỗ lực duy trì New Zealand được như thập niên 1950. Ông nỗ lực duy trì nhà nước xã hội "nôi đến mồ" của New Zealand, chính phủ của ông tìm cách cung cấp cho người về hưu 80% tiền lương hiện hành, điều này cần phải vay nợ quy mô lớn; các nhà phê bình nói rằng điều này sẽ làm quốc khố phá sản. Phản ứng của Muldoon trước khủng hoảng cũng liên quan đến việc đóng băng hoàn toàn tiền lương, giá cả, lãi suất và cổ tức của kinh tế quốc gia. Phong cách bảo thủ và tương phản của ông làm trầm trọng bầu không khí xung đột tại New Zealand, dữ dội nhất là qua chuyến du đấu của đội tuyển bóng bầu dục liên minh Nam Phi năm 1981. Trong tổng tuyển cử năm 1984, Công đảng cam kết làm dịu các căng thẳng đang gia tăng; kết quả là chiến thắng với cách biệt lớn. Năm 1983, thuật ngữ "dominion" (quốc gia tự trị) được thay bằng "realm" (vương quốc) trên các chứng thư.

## Đương đại
Năm 1984, Chính phủ Công đảng đắc cử giữa khủng hoảng hiến pháp và kinh tế. Chính phủ Công đảng từ 1984-1990 đưa ra một chính sách lớn về tái cơ cấu kinh tế để giảm căn bản vai trò của chính phủ. Các cải cách kinh tế do Bộ trưởng Tài chính Roger Douglas lãnh đạo, ông ban hành các cải cách tân tự do căn bản và thị trường tự do. Điều này liên quan đến việc loại bỏ nhiều ưu đãi và chướng ngại vốn từ lâu chia tách kinh tế New Zealand khỏi khuynh hướng thế giới. Nó liên quan đến thả nổi dollar New Zealand, cắt giảm chi tiêu chính phủ, giảm tối đa thuế và ban hành thuế tiêu thụ GST, và loại bỏ hầu hết tiền trợ cấp. Chính sách kinh tế Roger giống như các chính sách đương thời của Margaret Thatcher tại Anh và Ronald Reagan tại Hoa Kỳ. Những người cánh tả chỉ trích mạnh mẽ chính sách kinh tế Roger, đặc biệt là từ Công đảng; Lange phá vỡ các chính sách của Roger Douglas vào năm 1987; hai người buộc phải từ chức và Công đảng lâm vào rối loạn.
Những cách tân khác của Chính phủ Công đảng gồm công nhận nhiều hơn Hiệp định Waitangi thông qua Tòa án Địa ốc Waitangi, cải cách pháp luật đồng tính luyến ái, Đạo luật Hiến pháp 1986 và Tuyên ngôn Quyền lợi New Zealand. Chính phủ cũng cách mạng hóa chính sách đối ngoại của New Zealand, biến đảo quốc thành một khu vực phi hạt nhất và trên thực tế ra khỏi Liên minh ANZUS. Chính sách nhập cư được tự do hóa, cho phép một dòng người nhập cư đến từ châu Á.
Cử tri không hài lòng với tốc độ nhanh chóng và quy mô rộng rãi của các cải cách nên bầu ra một chính phủ Quốc gia vào năm 1990, dưới quyền Jim Bolger. Tuy nhiên, chính phủ mới tiếp tục các cải cách của chính phủ Công đảng trước đó. Bất mãn trước điều có vẻ là mô hình chính phủ thất bại trong việc phản ánh nguyện vọng của cử tri, người New Zealand vào năm 1992 và 1993 bỏ phiếu thay đổi hệ thống bầu cử sang tỷ lệ thành viên hỗn hợp (MMP), một hình thức đại diện tỷ lệ. Trong tổng tuyển cử MMP đầu tiên vào năm 1996, Đảng Quốc gia quay trở lại nắm quyền trong liên minh với Đảng New Zealand Trước tiên.

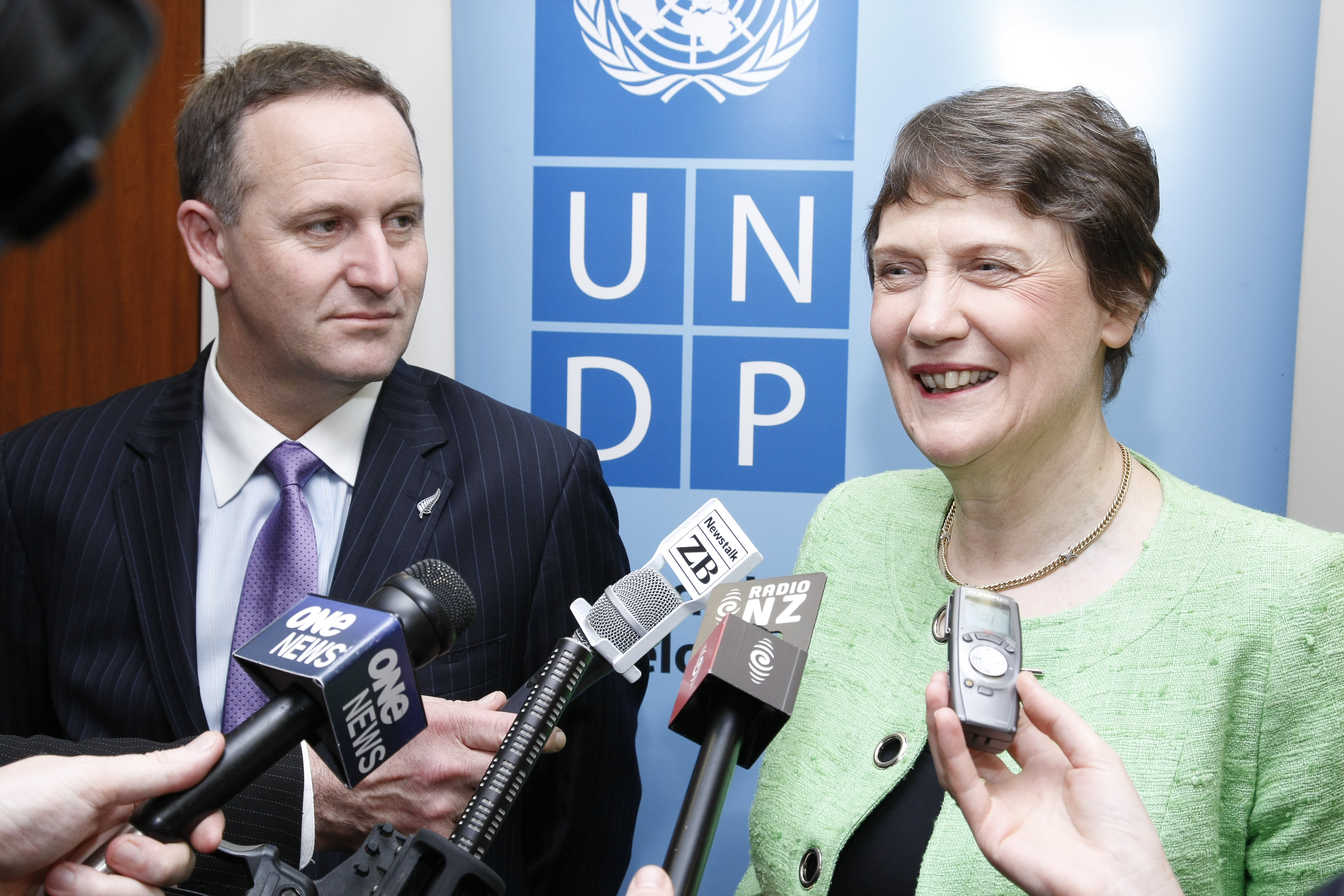
John Key và Helen Clark

Chiến tranh Lạnh kết thúc vào năm 1991, chính sách đối ngoại của quốc gia càng chú trọng vào các vấn đề về tình trạng phi hạt nhân của mình và các vấn đề quân sự khác; New Zealand tự điều chỉnh sang chủ nghĩa tân tự do trong quan hệ mậu dịch quốc tế và tham dự trong các công việc nhân đạo, môi trường và các công việc quốc tế khác.
Chính phủ Công đảng dưới quyền Helen Clark đắc cử vào năm 1999, duy trì hầu hết các cải cách kinh tế của các chính phủ tiền nhiệm, hạn chế can dự của chính phủ trong kinh tế nhiều hơn, trong khi đặt nhiều hơn vào một tầm quan trọng của chính sách xã hội và kết quả. Giả dụ, luật lao động được sửa đổi để cung cấp bảo hộ cho công nhân, và hệ thống vay nợ sinh viên được cải biến nhằm bãi bỏ tiền lãi cho sinh viên là cư dân New Zealand và những người đã tốt nghiệp. Chính phủ Công đảng của Helen Clark duy trì quyền lực trong chín năm trước khi bị Chính phủ Quốc gia dưới quyền John Key thay thế vào năm 2008.
New Zealand duy trì liên hết mạnh mẽ song phi chính thức với Anh, với nhiều thanh niên New Zealand đến Anh để trải nghiệm tại hải ngoại "OE" do sắp xếp thị thực lao động thuận lợi với Anh. Mặc dù chính sách nhập cư của New Zealand được tự do hóa trong thập niên 1980, người Anh vẫn là nhóm di dân lớn nhất đến New Zealand, một phần do các cải biến luật nhập cư gần đây mà theo đó ban đặc ân cho người thông thạo tiếng Anh. Nguyên thủ quốc gia của New Zealand vẫn là một cư dân Anh. Toàn quyền New Zealand thực hiện một vai trò tích cực hơn trong việc đại diện cho New Zealand tại hải ngoại, và quyền chống án từ Tòa án Phúc thẩm lên Ủy ban Tư pháp Xu mật viện Anh bị thay thế bằng Tòa án Tối cao New Zealand vào năm 2003. Tồn tại tranh luận công cộng về việc New Zealand có nên trở thành một quốc gia cộng hòa.
Chính sách đối ngoại về cơ bản là độc lập từ giữa thập niên 1980. Dưới quyền Thủ tướng Helen Clark, chính sách đối ngoại phản ánh các ưu tiên của chủ nghĩa quốc tế tự do. Bà nhấn mạnh việc xúc tiến dân chủ và nhân quyền; củng cố vai trò của Liên Hợp Quốc; sự tiến bộ của chống quân phiệt và giải trừ quân bị; và xúc tiến mậu dịch tự do. Bà phái quân đến tham gia Chiến tranh Afghanistan, không góp binh sĩ chiến đấu trong Chiến tranh Iraq song gửi một số đơn vị y tế và kỹ thuật.
John Key lãnh đạo Đảng Quốc gia giành chiến thắng trong tổng tuyển cử tháng 11 năm 2008 và tháng 11 năm 2011. Chính phủ John Key phải ứng phó với Đại suy thoái|suy thoái toàn cầu]] cuối thập niên 2000. Trong nhiệm kỳ đầu tiên, Chính phủ John Key tiến hành tăng thuế hàng hóa và tiêu thụ và giảm thuế cá nhân. Trong tháng 2 năm 2011, một trận động đất lớn xảy ra tại thành phố Christchurch, có tác động đáng kể đến kinh tế. Trong nhiệm kỳ thứ hai, Chính phủ John Key tuyên bố một chính sách tư hữu hóa một phần các tài sản quốc hữu. Trong đối ngoại, John Key tuyên bố rút các nhân viên quân sự New Zealand khỏi chiến tranh tại Afghanistan, ký kết Tuyên bố Wellington với Hoa Kỳ và thúc đẩy nhiều quốc gia gia nhập Hiệp định Đối tác Kinh tế Chiến lược xuyên Thái Bình Dương.
Du lịch và nông nghiệp hiện là các ngành kinh tế chính đóng góp cho kinh tế New Zealand. Các nông sản truyền thống là thịt, bơ sữa và len được bổ sung bằng các sản phẩm khác như quả, rượu vang và gỗ.